# Панчохова, Шарка
Шарка Панчохова (чеш. Šárka Pančochová, род. 1 ноября 1990 года, Угерске-Градиште, Чехословакия) — чешская сноубордистка, выступающая в дисциплинах слоупстайл, хафпайп и биг-эйр. Участница 4 Олимпийских игр (2010, 2014, 2018, 2022).

## Общая информация
- Серебряный призёр чемпионата мира 2011 года в слоупстайле;
- Серебряный призёр X-Games 2013 в слоупстайле;
- Чемпионка мира среди юниоров в биг-эйре (2008);
- Победительница трёх этапов Кубка мира.

Открытая лесбиянка.

## Зимние Олимпийские игры
| Олимпийские игры | Хафпайп | Слоупстайл | Биг-эйр |
| ---------------- | ------- | ---------- | ------- |
| 2010 Ванкувер    | 14      | н/д        | н/д     |
| 2014 Coчи        | 16      | 5          | н/д     |
| 2018 Пхёнчхан    | —       | 16         | 19      |
| 2022 Пекин       | 18      | 26         | 14      |